# Морынь
Морынь (пол. Moryń) — город в Польше, входит в Западно-Поморское воеводство, Грыфинский повят. Имеет статус городско-сельской гмины. Занимает площадь 5,54 км². Население — 1580 человек (на 2004 год).

## Галерея

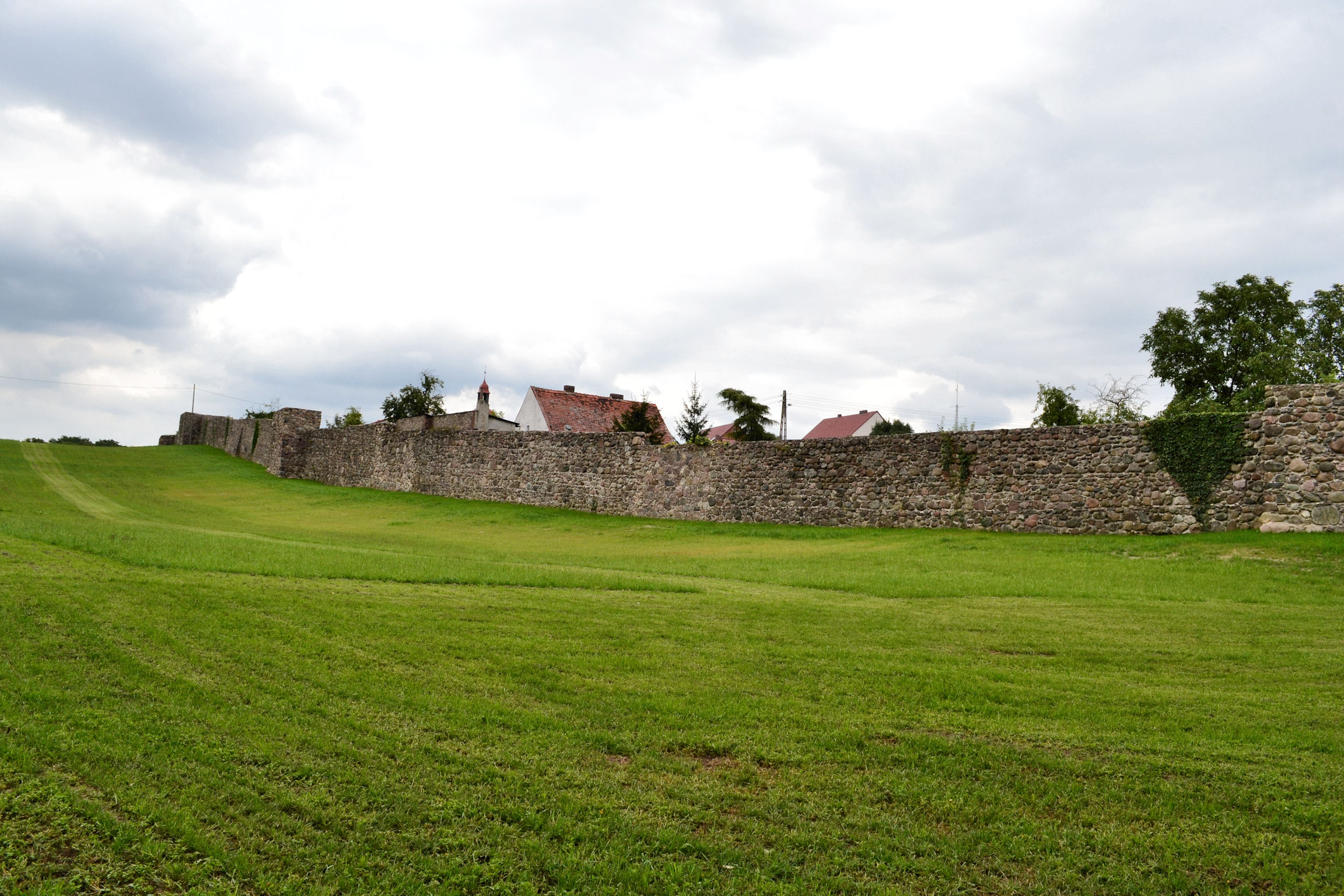
Городская стена
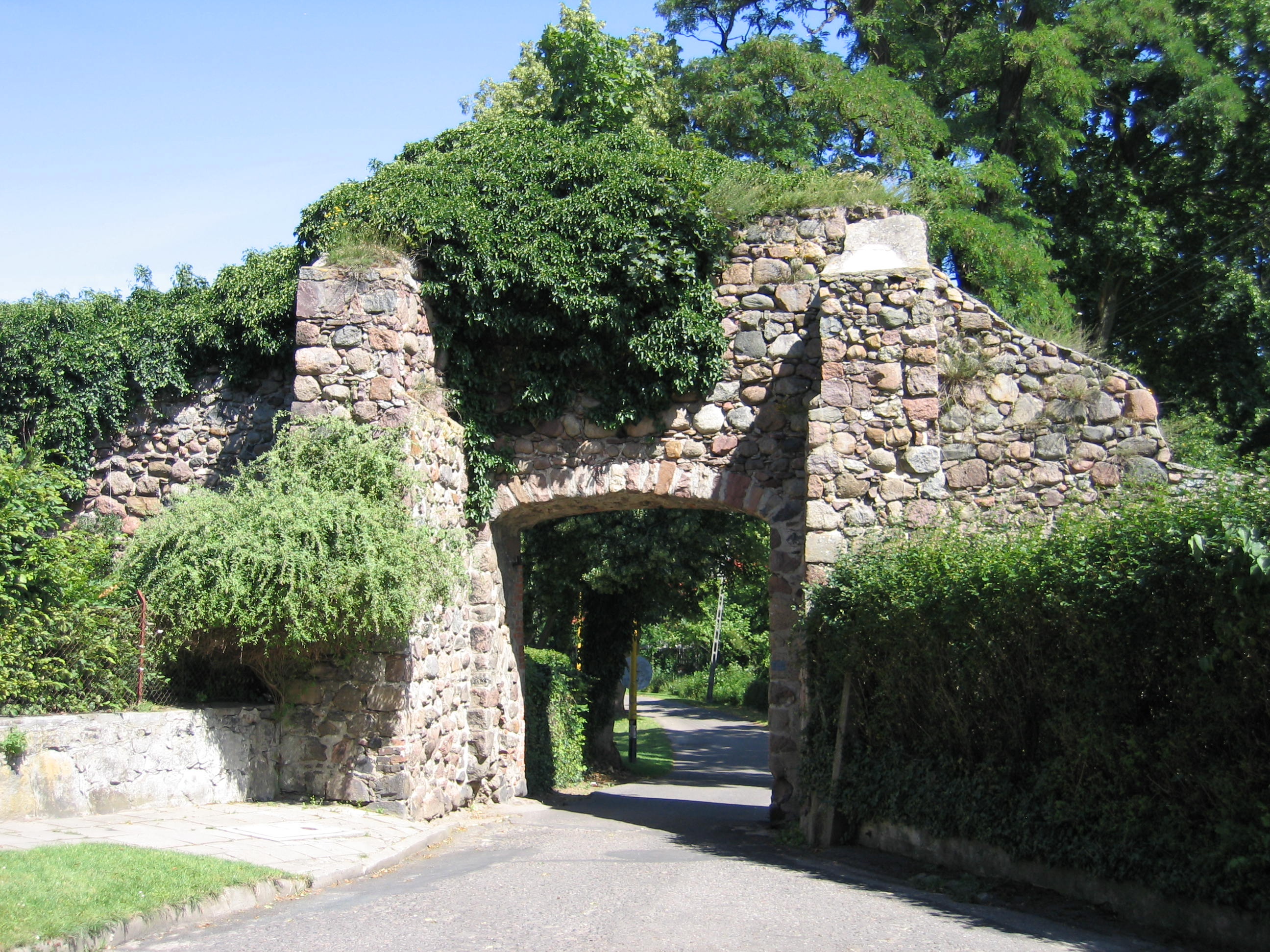
городская стена
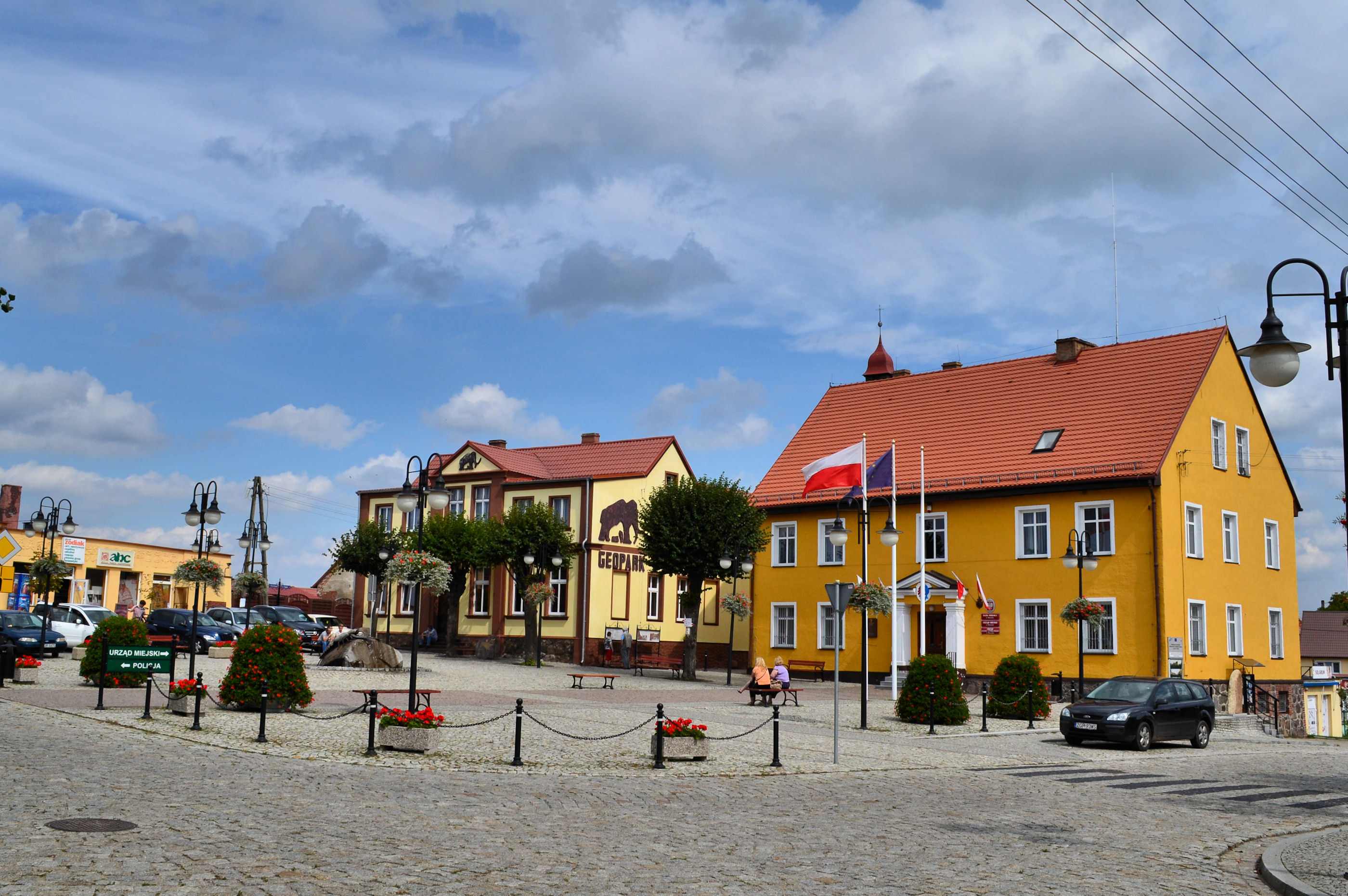
Городской центр и ратуша
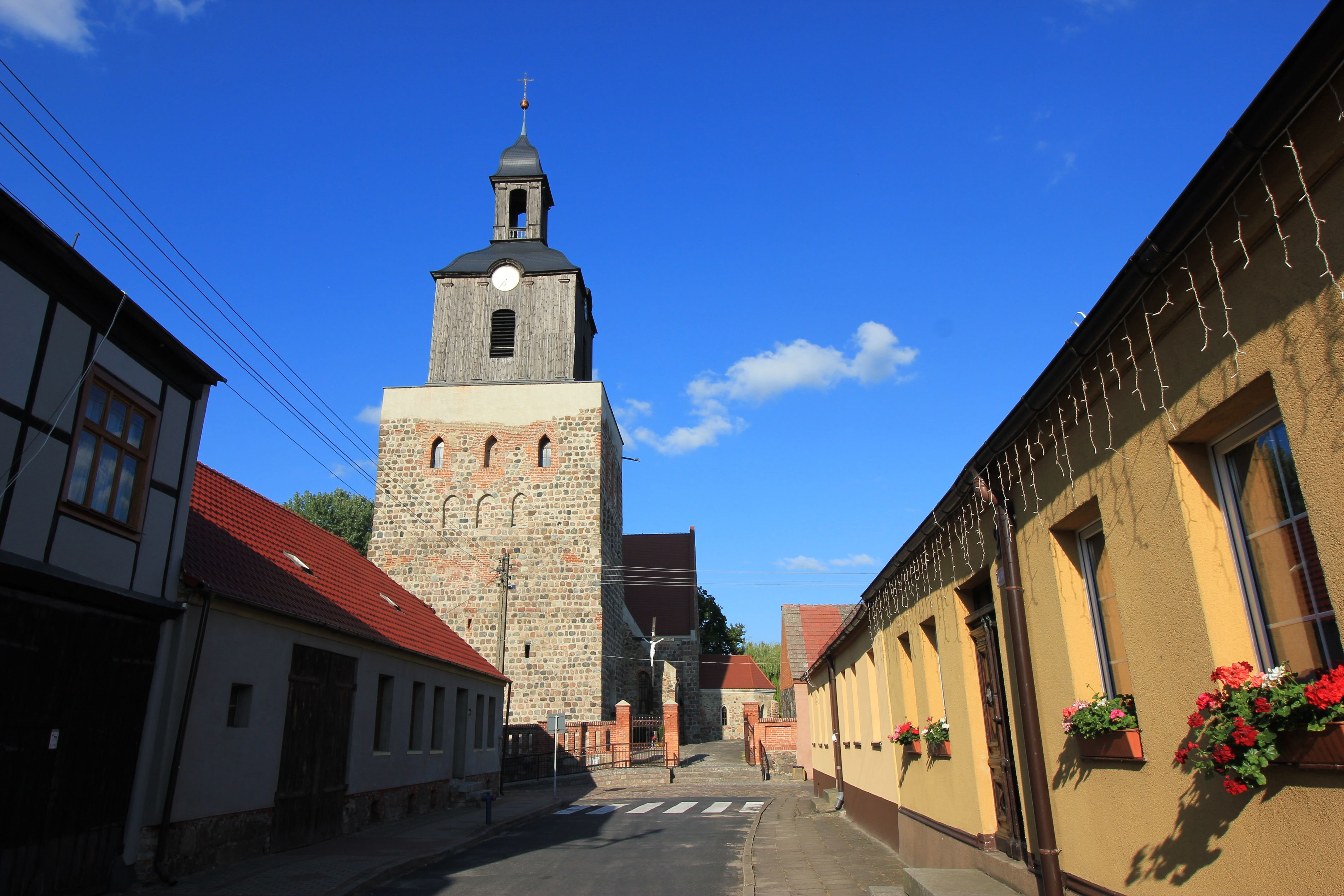
Кирха